# Джудита Паста
Джудита Паста (на италиански: Giuditta Pasta) е италианска оперна певица, сопрано сфогато, добила популярност с големия диапазон на гласа си и яркото си драматично дарование. Вокалният ѝ диапазон и сценичното ѝ присъствие са толкова забележителни, че няколко водещи композитори от онова време пишат опери специално за нея. Постепенно се превръща в муза на такива големи композитори като Винченцо Белини и Гаетано Доницети. Те създават специални арии за гласа ѝ – Белини в „Ернани“, „Беатриче от Тенда“, „Норма“ и „Сомнамбула“, Доницети – в „Анна Болейн“. За повече от десетилетие тя е най-голямото сопрано в Европа, без конкуренция с комбинацията си от гласови данни и драматично изпълнение. Остава завинаги едно от легендарните имена в оперната история.

## Ранни години
Джудита Паста е родена като Джудита Анджиола Мария Констанца Негри на 28 октомври 1797 г., по други данни – на 9 април 1798 г. в град Сароно, тогава малко селце близо до Милано. Има предположения, че Джудита е от еврейски произход, които не са доказани. Вероятно са базирани на факта, че майка ѝ носи библейското име Ракел и кръщава дъщеря си с име от Стария завет. Няма сериозни доказателства обаче, че семейството е изповядвало религия, различна от католическата.
В детството си се занимава с музика под ръководството на органиста Бартоломео Лоти, защото това спада към възпитанието на момичетата от по-издигнати в културно отношение семейства по онова време. За учудване на родителите ѝ Лоти открива добри гласови данни и перспектива в гласа на момичето. Затова на 15-годишна възраст баща ѝ я изпраща в Миланската консерватория, където в продължение на 2 години се обучава при Бонифачо Азиоли. Изоставя консерваторията и започва участия в любителски спектакли. По-късно се появява на професионалната сцена в Бреша, Парма и Ливорно. Прави неуспешен дебют във второстепенна роля през 1815 г. в премиерата на операта на Джузепе Скапа „Трите Елеонори“. Представлението е в Teatro degli Accademici Filodrammatici в град Бреша, а самата Джудита тогава е на 18-годишна възраст. Дебютът ѝ преминава вяло и неубедително, а певицата не е забелязана от никого

## Начало на музикалната кариера
През 1816 г. се омъжва за тенора Джузепе Паста, приема неговата фамилия и му ражда една дъщеря Целина. След падането на Наполеон Бонапарт решава да опита да покори чуждестранната сцена, преминава заедно със съпруга си Алпите и двамата се установяват в Париж. Успява да си издейства представяне в „Театър италиен“, където по това време властва Анджелика Каталани, която е твърде ревнива към съперниците си. Представлението преминава незабелязано и Джудита претърпява поредното си фиаско. През 1817 г. съпрузите заминават, за да може Джудита да направи нов опит в Лондон. Там се явява в Лондонския кралски театър и пее в операта „Пенелопа“ на Доменико Чимароза. Изявява се в още две роли в опери на Моцарт – Деспина в „Така правят всички“ и Керубино в „Сватбата на Фигаро“. Пее в опери на Росини и Джовани Паизиело и изпълнява ролята на Сервилия в „Милосърдието на Тит“ от Кристоф Глук. Въпреки усилията си не успява да впечатли лондончани и се връща в Италия, където отново започва да работи над гласа си, този път под ръководството на Джузепе Скапа. Полага сериозни усилия да повиши вокалните си данни като предаде на гласа си максимална яркост и подвижност, равномерно звучене и в същото време се задълбочава в драматичното изпълнение на оперните арии. Показва неимоверна трудоспособност и постоянство и постига сериозен успех.

## Възход
През 1818 г. зрителите виждат вече една нова Паста, готова да покори Европа със своето изкуство. На следващата година пее във венецианския театър „Ла Фениче“ и е обявена за най-добра изпълнителка на сопрановите партии в оперите „Танкред“, където ролята е мъжка, „Отело, или венецианският мавър“ и „Семирамида“, всички на Джоакино Росини. Пее често в Лондон, Париж и Санкт Петербург. По-късно получава и награда като най-добра изпълнителка на ролята на Пепеляшка от едноименната опера на Росини.
През 1821 г. най-после жъне първите си успехи, които стават прелюдия към световната ѝ слава. Това се случва в Париж, където се появява в „Театър италиен“, започвайки с ролята на Клорина в „Принцът на Таранто“ на италианския композитор Фердинандо Паер. Знаменателни стават изпълненията ѝ във Верона през 1822 г. Обогатява репертоара си с няколко роли, включително Елвира от „Дон Жуан“ на Моцарт. В Париж изпълнява и партията на Ромео в „Ромео и Жулиета“ на Николо Дзингарели. Тя е добре запозната с тази опера, тъй като 5 години преди това е пяла Жулиета в родната си страна. Този път обаче е облечена в мъжки дрехи и играе водещата мъжка роля. В изпълнението ѝ няма и следа от някаква женственост. Публиката не посреща единодушно ролята на Ромео, изпълнена от жена. Париж не е свикнал с подобна трактовка, докато в Италия много често кастрати изпълняват женски партии и размяната на роли между половете се приема за нещо обичайно. Критиката обаче е по-снизходителна. Дълбокият глас на певицата, топъл и изразителен, пресъздава чудесно характера на горещо влюбения младеж. Френският поет и драматург Теофил Готие възкликва: „Един глас толкова женствен и в същото време толкова мъжествен! Ромео и Жулиета в едно и също гърло!“
Кралицата на италианското белканто се превръща в идол за парижките любители на музиката и всяка поява на Джудита на сцената осигурява триумф на представлението. Въпреки че понякога е критикувана вокално, заради блестящата си артистичност тя е акламирана в цяла Европа като най-добрия интерпретатор на своето време. От драматичните ѝ качества се възхищава и големият френски актьор Франсоа Жозеф Талма. Скоро след завръщането си от Париж я обявяват за „първа певица на своето време“.
В периода 1821 – 1822 г. успехите я следват във Венеция, Рим, Торино и Париж. През 1821 г. прави блестящото изпълнение в „Театър италиен“ в Париж като Дездемона в „Отело“ на Росини. През 1824 завладява Лондон с поредица от роли, отново от опери на Росини, включително тази на Семирамида в най-новото му произведение. Където и да пътува обаче, Милано винаги остава в центъра на нейните културни корени и привързаност.

## Слава
Статут на световна оперна звезда заслужава през 1821 г., когато в „Театър италиен“ изпълнява партията на Дездемона в операта на Джоакино Росини „Отело, или венецианският мавър“. Става известна със силния си глас, огромния му диапазон и яркия си драматичен талант. Изпълнява партии за контраалт, мецосопран и колоратурен сопран. С особена сила и убедителност успява да пресъздаде драматични характери, изпълнени с чувство на страдание и мъка.
От 1823 г. в продължение на 4 години остава солистка на „Театър италиен“ в Париж. Името ѝ дълго време е свързвано с творчеството на Росини. Изпълнява централните партии в оперите му „Танкред“, „Елизабет, кралица английска“ и по-късно в „Семирамида“. На 19 юни 1825 г. пее в същия театър под диригентството на самия композитор. През същата година участва в премиерата на неговата опера „Пътешествие в Реймс“, написана по повод коронацията на френския крал Шарл X. Поради влошените отношения с Росини, многобройните опери на когото тя успешно представя, се налага да напусне театъра.
В средата на 19 век в репертоара ѝ влизат най-важните роли, изпълнявани в традициите на белкантото. Славата ѝ се разнася из Европа, а невероятният ѝ възход продължава с изпълненията ѝ като Медея в „Медея в Коринт“ на Йохан Симон Майер и особено в „Семирамида“ на Росини. Любими за нея и силно впечатляващи са изпълненията на три от най-ярките оперни роли от периода – Амина в „Сомнамбула“, Норма от едноименната опера, и двете на Белини и Ан Болейн на Доницети. Италианските периодични издания „Фигаро“ и „Il corriere delle dame“ занимават почитателите си с жестовете и стила на изпълнение на Паста и ги сравняват с тези на младата ѝ колежка и съперничка Мария Малибран, като повдигат въпроса за „автентичността“ на изпълненията им в развиващото се оперно изкуство. Концертите с нейно участие навсякъде из Европа се превръщат в големи художествени събития.
От 1824 г. поделя времето си между турнета в Лондон и Париж и изпълнения в Милано и Неапол. През 1826 г. Джовани Пачини композира централната партия в операта „Ниоба“ специално за нея. Премиерата е в театър „Сан Карло“ в Неапол, но и операта, и певицата са посрещнати хладно. Паста напуска столицата на Кралството на двете Сицилии потисната, но последвалите успехи в Триест, Болоня, Верона и Милано компенсират разочарованието.
Следващите десетина години дели славата на най-добро сопрано на континента отново с Мария Малибран. На 26 декември 1830 г., когато е на върха на известността си, в миланския театър „Каркано“ изпълнява главната роля в премиерата на операта „Ан Болейн“ на Доницети. На 16 март следващата година на същата сцена става първият изпълнител на ролята на Амина в премиерата на операта „Сомнамбула“ на Винченцо Белини. На 26 декември вече пее на най-престижния оперен подиум – „Ла Скала“ в Милано. На същата сцена изпълнява ролята на върховната келтска жрица Норма в премиерата на едноименната опера на Белини. Централната ария „Каста дива“ е една от най-трудните в репертоара на сопрановите гласове и композиторът я написва специално за Джудита. А тя успява с неподражаемо майсторство и артистичност да предаде сложния вътрешен конфликт на героинята. Следват триумфални гастроли и изпълнения в Триест, Болоня, Верона, Милано.
През 1827 г. Паста купува вила „Рода“ на брега на Лаго ди Комо, принадлежала на Жозефина, първата съпруга на Наполеон Бонапарт. Реставрира я и вилата се превръща в райско кътче, където Джудита се оттегля при всяка отдала ѝ се възможност. Тук се стичат известни музиканти и любители на оперното изкуство от цяла Италия. Певицата държи личния си живот строго извън светлините на прожекторите и до нас са достигнали само откъслечни данни за него.
Възторжените отзиви за нея шестват по страниците на театралната преса в цяла Европа, които я определят като „единствена и неподражаема“. Белини казва че тя пее така, че очите му се замъгляват от сълзи и е в състояние да го разплаче, а водещият руски музикален критик Владимир Стасов пише за нея като за „гениалната италианка“. Най-добрите си партии изпълнява с особено величие, спокойствие и пластичност. Стилът ѝ на игра, мимиката и жестовете са облагородени, натурални и изящни, всяка поза сама по себе си пленява зрителите, а изразителното ѝ лица отпечатва всяко предавано чувство. Тя изключва усилените движения на тялото, които биха отклонили вниманието на зрителите от музикалното изпълнение. Въпреки голямата ѝ артистичност, драматичната актриса никога не доминира над певицата.
Музикалните историци приемат, че Джудита Паста е първата оперна прима, която с яркия си драматичен талант придава историческа правдоподобност на образите, изпълнявани от нея на сцената. Известният френски писател и неин съвременник Стендал ѝ посвещава цяла глава, изпълнена с възхищение, в биографичната си книга „Животът на Росини“. Тя е една от примадоните, които вдъхновяват Жорж Санд да напише романа „Консуело“, посветен на парижкия „Театър италиен“. Нейните нововъведения допринасят за развитието на драматичния потенциал на операта и романтиката в артистичното изпълнение на образите.

## Последни години
През 1830 г. италианците най-после официално я признават за „първа драматична певица на своето време“. Въпреки че в края на 1830-те години гласовите ѝ данни намаляват, тя изнася концерти в Лондон и Санкт Петербург. През лятото на 1833 г. заминава в Лондон заедно с Белини. Изпълнява ролята на Норма в неговата опера, която той сам дирижира и това представление става нейния най-голям триумф, а възторгът на публиката е неописуем.
През 1833/1834 Джудита отново пее в Париж – в „Отело“, „Сомнамбула“ и „Ан Болейн“. Гласът ѝ обаче вече не е така свеж и силен, а интонацията не е достатъчно уверена. Паста често пее с полутонове, все по-ниско и по-ниско. Изкуството ѝ на превъплъщение продължава да бъде все така убедително, а нежността на обаятелната Амина и величавата трагичност на Ан са предадени виртуозно.
Официално се „пенсионира“ през 1835 г., като се сбогува с публиката, изпълнявайки ролята на Ан Болейн. След две години обаче отново концертира в Лондон, а до 1841 г. пее на турнета във Виена, Берлин, Варшава, Санкт Петербург и Москва. Дълго след като приключва кариерата си, посещава Лондон и се качва на сцената, където е изживяла своя най-голям триумф. Участва в гала представление в дует с ученичката си Джована Сиймор, с която изпълняват ария от последното действие на „Ан Болейн“. Известният критик и летописец на този период Хенри Чорли описва с възхищение това събитие в „Исторически преглед на най-големите певци“.
През 1850 г. завършва блестящата си кариера в Лондон, оттегля се от сцената и започва да преподава уроци по пеене във вилата си. Тя е забележителен учител и подготвя такива талантливи певици като английското сопрано Аделайд Кембъл и алтът Ема Албертадзи.
Джудита Паста изживява дните си спокойно в малкото градче Блевио на брега на Лаго ди Комо. Там на 1 април 1865 г. почива от белодробна инфекция.

## Репертоар
Гласът на Паста е сопрано сфогато (неограничен сопран) – мецосопрано, който започва от контраалт и е в състояние да изпълни най-високите тонове на колоратурния сопран.
Сред многочислените партии на Джудита критиката неизменно подчертава изпълненията на онези роли, които се развиват в драматичен и героичен план. Главните партии, които изпълнява са тези от оперите на Росини – Анджелика от „Пепеляшка“, Дездемона от „Отело“, Ерминия от „Танкред“, Семирамида от едноименната опера. Други роли, донесли ѝ световен успех са Нина от „Нина, или безумна от любов“ от Паизиело, Елвира от „Дон Жуан“ и Керубино от „Сватбата на Фигаро“ на Моцарт, Ан от „Ан Болейн“ на Доницети и още много. С особена трогателност и лиризъм изпълнява партията на Дездемона, към която се връща многократно през кариерата си. Всеки път тя внася в нея съществени промени, свидетелство за непрекъснатия ѝ стремеж към самоусъвършенстване.
В репертоара ѝ са включени 63 роли, като някои от тях като тази на Норма е изпълнявала над 100 пъти. Двадесет партии от различни композитори са създадени конкретно за нейния глас, а други 6 автора са променили и адаптирали някои от ариите си специално за нея. През живота си Джудита Паста е участвала в 1240 оперни представления и 850 концерта и рецитали. Тези цифри сами говорят за невероятния ѝ успех на оперната сцена.
Оперният театър в родния ѝ град Сароно носи нейното име. На нея е кръстена и улица в Милано.